# Mark Eaton (hockeista su ghiaccio)
Mark Andrew Eaton (Wilmington, 6 maggio 1977) è un ex hockeista su ghiaccio statunitense.
Giocava nel ruolo di difensore. È stato il primo giocatore nella storia della NHL ad essere nato nel Delaware.

## Carriera

### Club
La sua carriera nella NHL inizia con i Philadelphia Flyers, che lo misero sotto contratto il 4 agosto 1998. Il debutto sul ghiaccio avvenne il 2 ottobre 1999 contro gli Ottawa Senators, mentre il primo gol lo segnò l'8 aprile 2000 contro i Boston Bruins. Disputò la sua prima partita nei playoff della NHL con i Flyers il 13 aprile 2000 contro i Buffalo Sabres.
Il 29 settembre del 2000 Eaton venne ceduto ai Nashville Predators in cambio della scelta al terzo turno dei draft dei Detroit Red Wings. I Predators avevano precedentemente acquistato il diritto alla scelta da Detroit, diritto utilizzato dai Flyers per selezionare Patrick Sharp. Nella stagione 2003-04 stabilì il record della franchigia nel plus/minus, arrivando al punteggio di +16. Il 25 ottobre 2003 stabilì il suo personale record di assist, mettendone a segno tre nella sconfitta per 5-3 dei Predators contro i Colorado Avalanche.
I Pittsburgh Penguins miserp sotto contratto Eaton il 3 luglio 2006. Il contratto fu allungato di due anni il 1º luglio 2008 per circa 4 milioni di dollari, arrivando al termine della stagione National Hockey League 2008-2009 alla conquista della Stanley Cup.
Il 2 giugno 2010 firmò un contratto con i New York Islanders valido per due stagioni. Dal 2013 si unì alla rosa dei Wilkes-Barre/Scranton Penguins, nella American Hockey League. Poche settimane più tardi fece ritorno ufficialmente nel roster dei Pittsburgh Penguins con un contratto annuale.

### Nazionale
Eaton ha giocato per gli Stati Uniti al Campionato del mondo del 2001 nel quale segnò un gol (gol decisivo della partita contro la Finlandia) e realizzò un assist in nove gare. Ha anche giocato nel Campionato mondiale del 2002 in Svezia dove ha realizzato tre assist nella vittoria per 5-2 contro l'Italia.

## Palmarès

### Club
- Stanley Cup: 1

Pittsburgh: 2008-2009

### Individuale
- AHL All-Star Classic: 1

2000
- CCHA Rookie of the Year: 1

1997-1998